# Lucius Cornelius Scipio Asiaticus (Kr. e. 83)
Lucius Cornelius Scipio Asiaticus (Kr. e. 2. század – Kr. e. 1. század) római politikus, hadvezér, a patricius származású Cornelia gens tagja volt. Dédunokája volt a Kr. e. 190-ben III. Antiokhoszt legyőző Lucius Asiaticusnak.
Először Kr. e. 100-ban hallunk róla, amikor fegyvert fogott Saturninus ellen. Az itáliai szövetségesháborúban Aesernia városában állomásozott, ahonnan Vettius Scato közeledtére rabszolgának öltözve menekült Lucius Aciliusszal. A polgárháborús időszakban Marius pártjára állt, és Kr. e. 83-ban Caius Norbanus kollégájaként consullá tették. Az ebben az évben Itáliába visszatérő Sulla Norbanus legyőzése után dezertálásra bírta Scipio katonáit, így a consul és fia, Lucius fogságba került, de a hadvezér sértetlenül útjukra engedte őket.
Kr. e. 82-ben felkerült a proskribáltak közé, ezért Massiliába (Marseille) menekült, és élete végéig itt húzta meg magát. Utódairól nem tudunk semmit; lánya Publius Sestius felesége lett.

## Külső hivatkozások
- Dictionary of Greek and Roman Biography and Mythology. Szerk.: William Smith. Boston, C. Little & J. Brown, 1867.
Elérhető a Michigani Egyetem Könyvtárának honlapján: I. kötet (A–D); II. kötet (E–N); III. kötet (O–Z).

| Elődei: Lucius Cornelius Cinna és Cnaeus Papirius Carbo | Consul Kr. e. 83 collega: Caius Norbanus | Utódai: ifj. Caius Marius és Cnaeus Papirius Carbo |

1. ↑  Digital Prosopography of the Roman Republic (angol nyelven). (Hozzáférés: 2021. június 16.)
2. ↑  Digital Prosopography of the Roman Republic (angol nyelven). (Hozzáférés: 2021. június 29.)